# James Douglas (2e marquis de Douglas)
Pour les articles homonymes, voir James Douglas.
James Douglas (vers 1646 – 25 février 1700), 2e marquis de Douglas, est un noble écossais.
Il est le seul fils d'Archibald Douglas (v.1609-1655), comte d'Angus (titre subsidiaire), et de Lady Anne Stuart († 1646), fille de Esmé Stuart († 1624), 3e duc de Lennox. Il est le petit-fils de William Douglas (1589-1660), 11e comte d'Angus puis 1er marquis de Douglas.